# Micromyrtus obovata
Micromyrtus obovata là một loài thực vật có hoa trong Họ Đào kim nương. Loài này được (Turcz.) J.W.Green mô tả khoa học đầu tiên năm 1985.